# Rue Anatole-France (Levallois-Perret)
Pour les articles homonymes, voir Rue Anatole-France.
La rue Anatole-France est une des voies principales de Levallois-Perret, qu'elle traverse de part en part.

## Situation et accès

### Voirie urbaine
Orientée de sud-est à nord-ouest, longue de 1,4 kilomètre, la rue Anatole-France débute à la Porte de Champerret de Paris, en prolongeant la rue du Caporal-Peugeot, et se termine au pont de Levallois, qui relie Levallois-Perret à Courbevoie. La rue peut être divisée en deux parties: du côté de Paris, elle offre un aspect traditionnel urbain où immeubles d'habitation et immeubles de bureaux alternent. Du côté du pont de Levallois, le quartier a été entièrement rénové sur des anciennes friches industrielles, et ne se trouvent que des immeubles modernes de bureaux, sièges de grandes sociétés dans le domaine de l'informatique et de la finance.

### Voies rencontrées
La rue Anatole-France rencontre les voies suivantes, dans l'ordre des numéros croissants (« g » indique que la rue se situe à gauche, « d » à droite; si aucune lettre n'est indiquée, la rue coupe la rue Anatole-France) :
- Début : rue Jacques-Ibert
- Rue Louise-Michel
- Rue Henri-Barbusse (d)
- Rue Louis-Rouquier, anciennement rue Chevallier[3]
- Rue Aristide-Briand, anciennement rue Gravel[4]
- Rue Voltaire ; Place du Général-Leclerc
- Rue Kléber
- Rue Paul-Vaillant-Couturier, anciennement rue Gide
- Rue Baudin
- Avenue Georges-Pompidou ; rue Thierry-le-Luron (d) ; Place du Maréchal-Juin (d)
- Fin: Quai Charles-Pasqua, anciennement quai Michelet

### Voie de communication

#### Circulation automobile
La circulation automobile est à sens unique sur toute la longueur de la voie, du pont de Levallois vers Paris.

#### Transports en commun
La rue Anatole-France est desservie par la ligne 3 du métro de Paris avec les trois stations Pont de Levallois - Bécon, Anatole France et Louise Michel.

## Origine du nom
La rue doit son nom à l'écrivain français Anatole France (1844-1924), prix Nobel de littérature en 1921.

## Historique
Le précédent nom de cette voie était la Rue de Cormeille que l'on retrouve citée sur les publicités d'anciennes sociétés domiciliées telles que la Biscuiterie Milliez ou la Société Industrielle des Téléphones-Voitures Automobiles Système Ader pour ne citer que les plus connues.

## Bâtiments remarquables et lieux de mémoire

### no68
Siège de la Fédération française de golf.

### no75

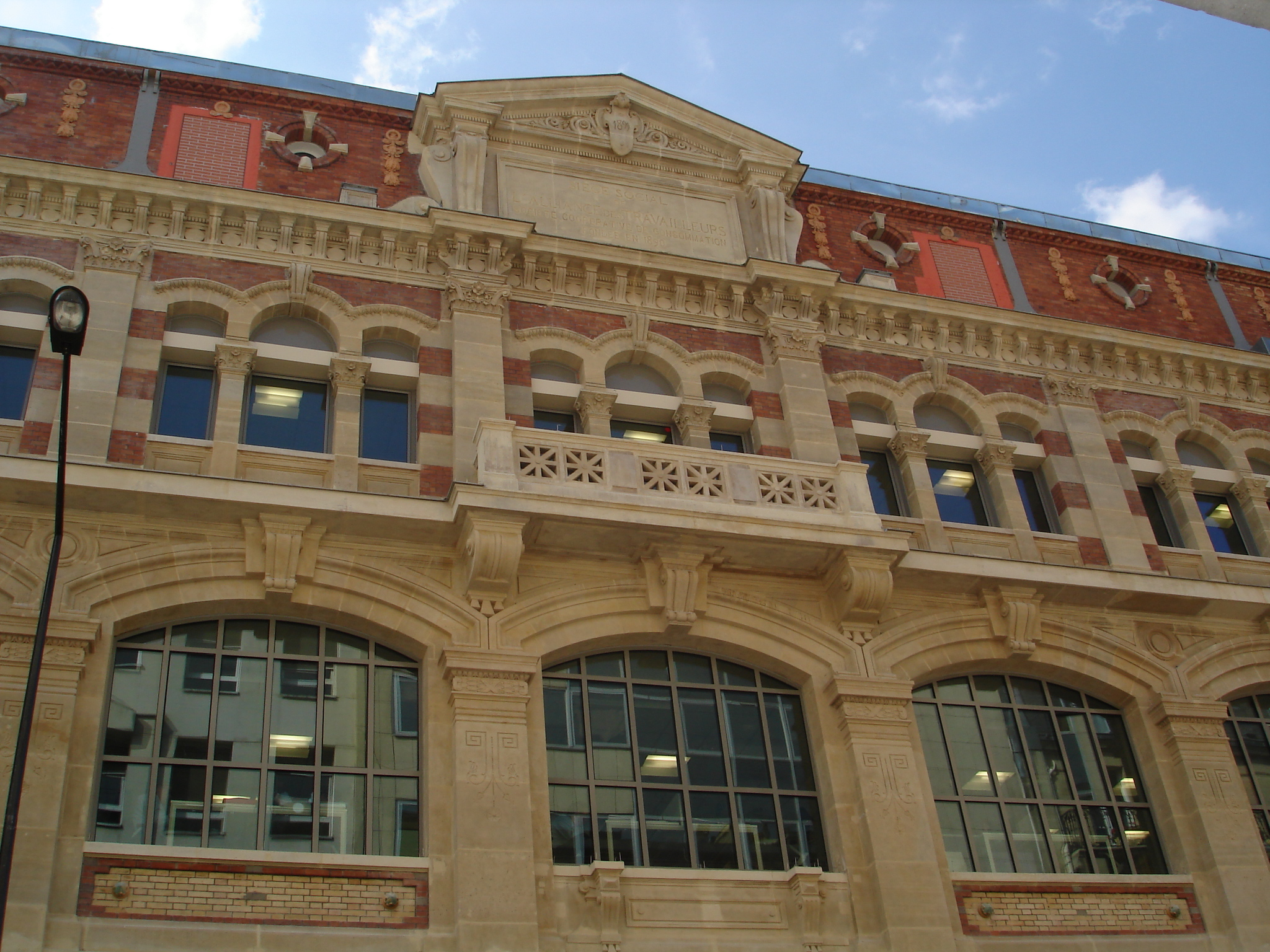
Détail de l'immeuble.

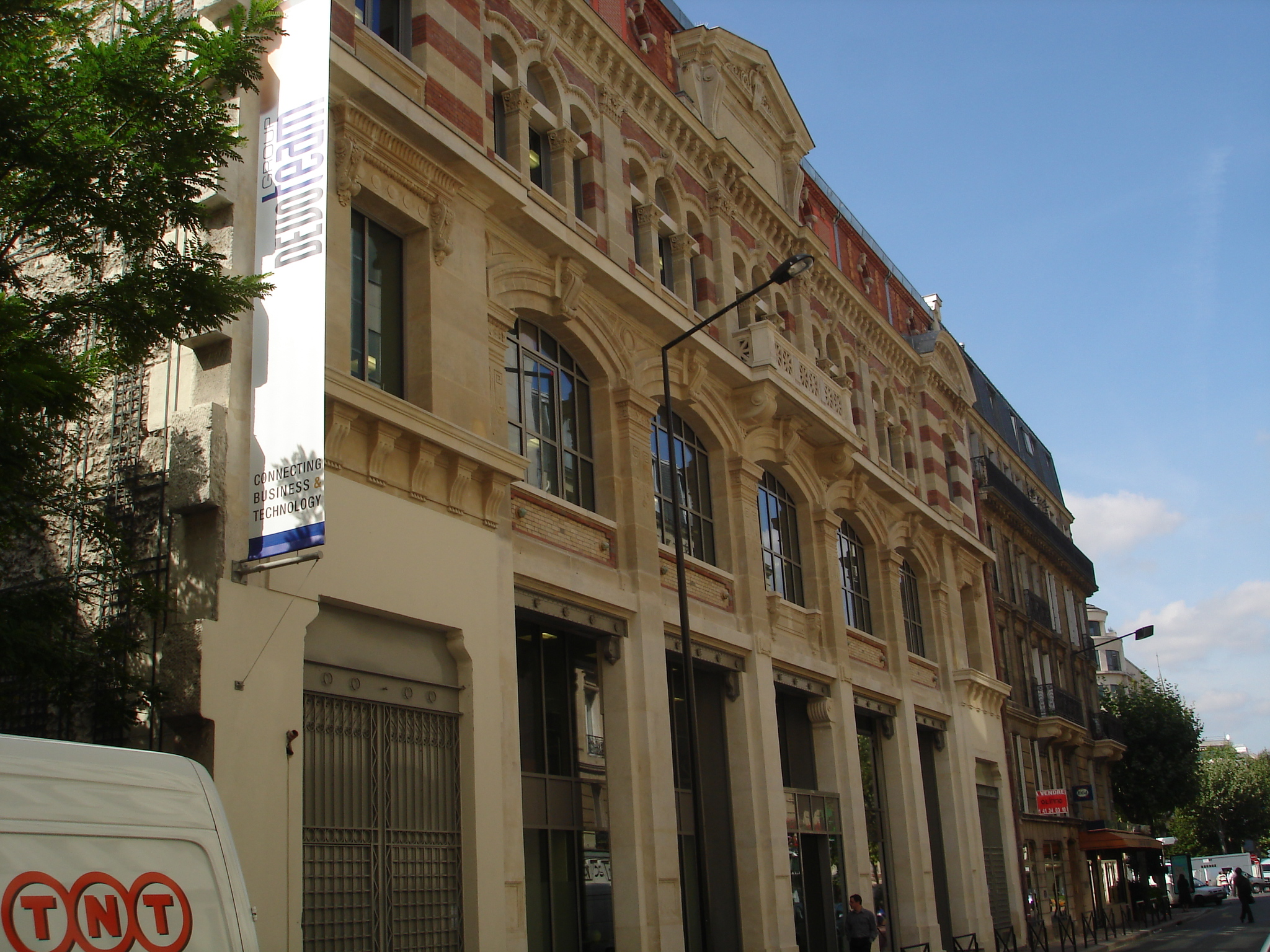
Vue d'ensemble de l'immeuble.

Siège de Corporation, Magasin de Commerce dite Société Coopérative de Consommation, Siège Social de l'Alliance des Travailleurs
L'Alliance des Travailleurs, société coopérative de consommation, fondée en 1890, a fait construire en 1899, son siège social au 75 de la rue Anatole-France. Ce bâtiment rénové, a été transformé récemment en immeuble de bureau, et actuellement est le siège social de la SSII française Devoteam. L'immeuble est inscrit à l'inventaire général du patrimoine culturel.
L'immeuble a été construit par l'architecte Adolphe Gelbert et inauguré en 1902. La maçonnerie a été réalisée par les maçons de Paris, dirigés par Dufresne, la serrurerie et le fer forgé par l'atelier de Meurer et Schwartz; Pour les sculptures et ornements, Gelbert a fait appel à Gabaud, et pour la tuilerie et la faïence à Gilardoni et Lebnitz.
Le rez-de-chaussée et le premier étage ont été construits en pierres de Saint-Maximin, tandis que l'étage supérieur est composé de pierres avec des briques de Bourgogne rose pale pour le remplissage. À l'intérieur, les colonnes de fonte, ainsi que l'armature métallique de la toiture et de la verrière de la grande salle des fêtes, ne sont plus apparentes, noyées dans de l'enduits protecteur ou habillées.
La date de construction, "1899", ainsi que l'inscription "Siège social – L'Alliance des Travailleurs - Société Coopérative de Consommation- Fondée en 1890" sont gravés sur le fronton central en haut de la façade côté rue.
Ce bâtiment est inscrit à l'inventaire général du patrimoine culturel de la France depuis le 6 octobre 1995.

### no81

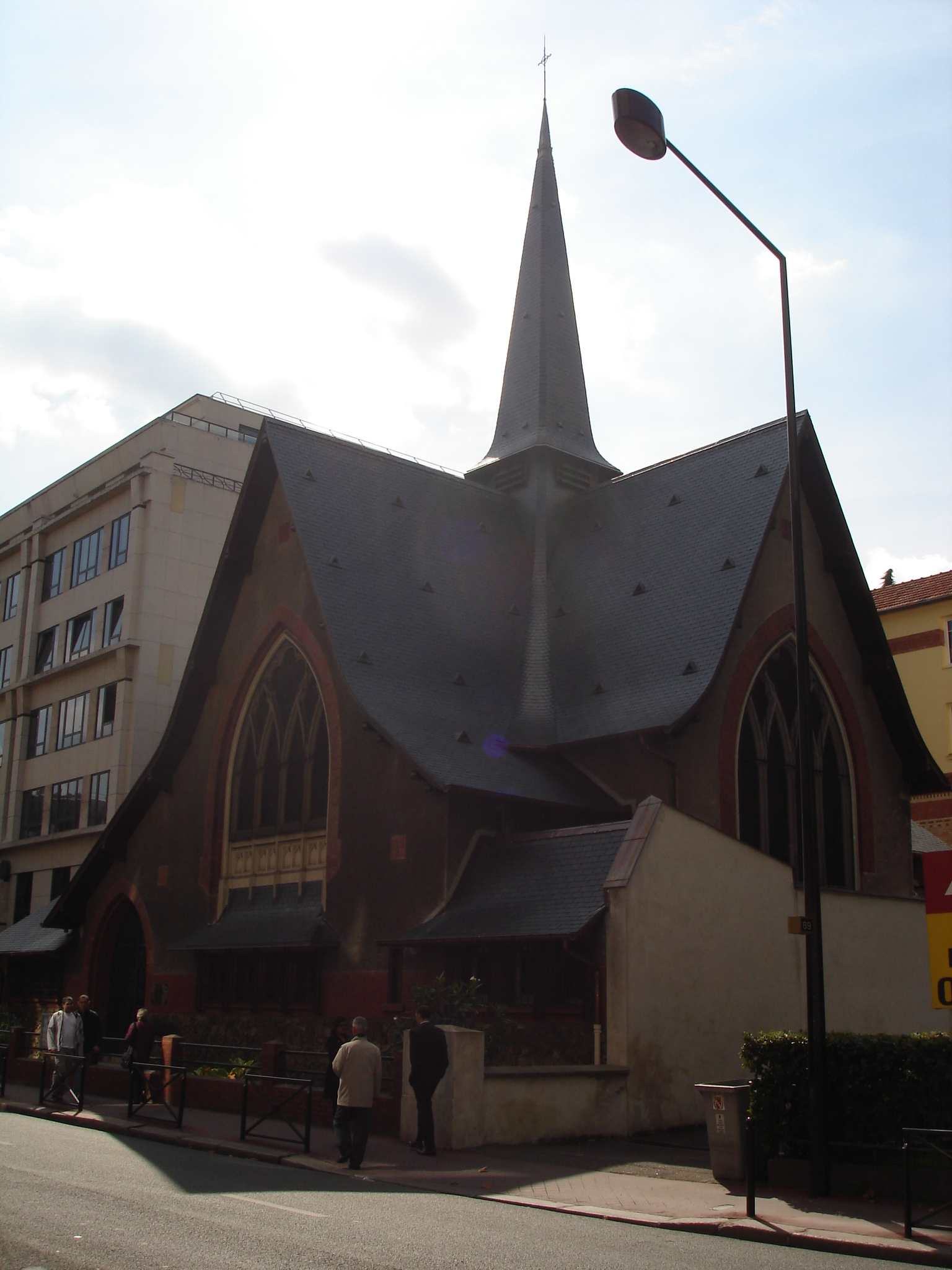
Vue générale avant restauration.

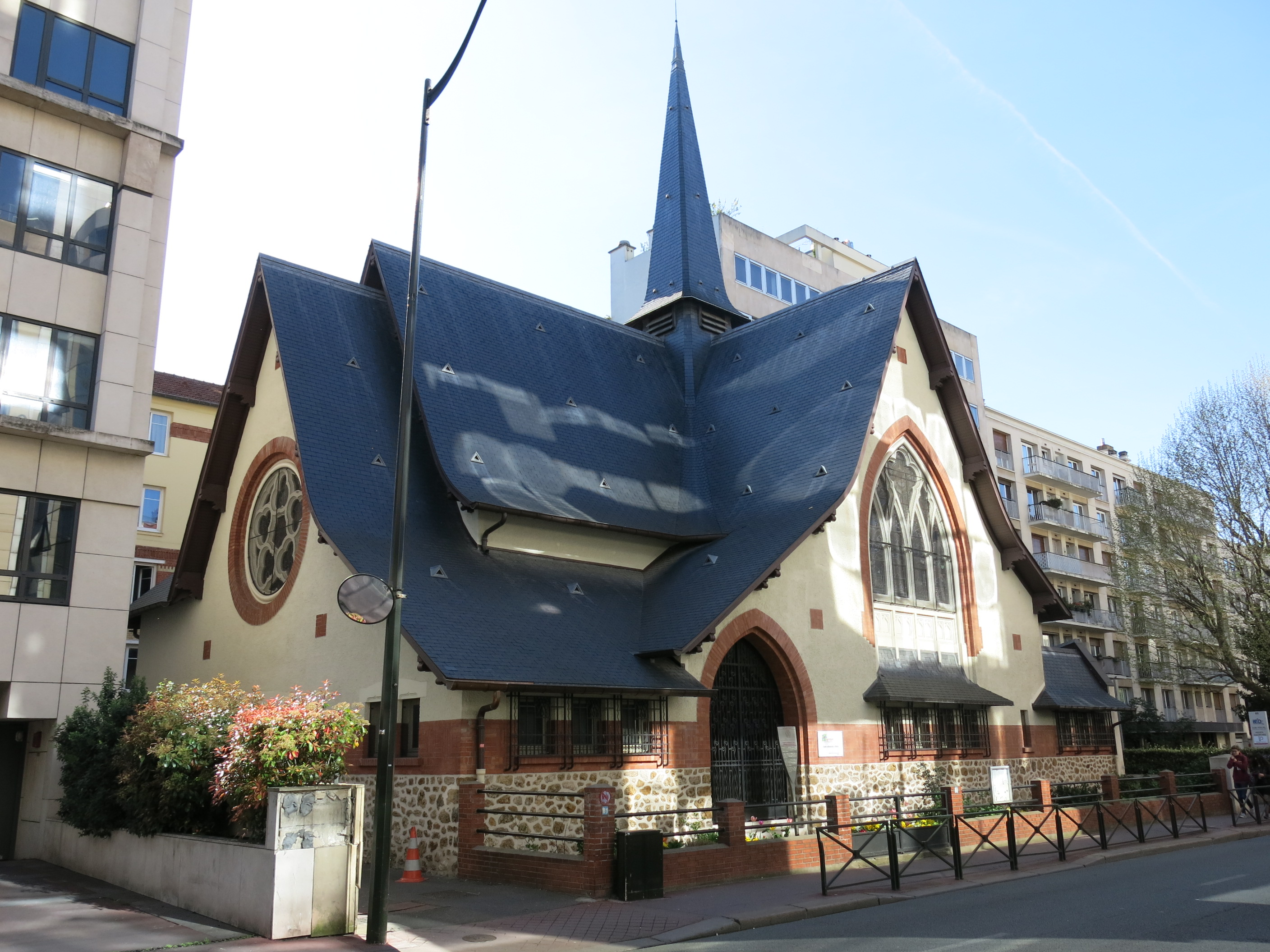
Vue générale après restauration.

Temple de Protestants dit Église Réformée de la Petite Étoile
Ce temple protestant, dit église réformée de "La petite Étoile", situé 81 rue Anatole-France, a été construit en 1911-1912 par l'architecte Antoine Charles Letrosne, lauréat en 1894 de la Société centrale des Architectes français et architecte de la faculté de théologie protestante de Paris. Le bâtiment a été classé Monument Historique par arrêté du 8 septembre 1995. Les éléments protégés sont la charpente et le décor intérieur.
Ce petit temple, de forme cruciforme a été inauguré le 1er décembre 1912. La charpente en bois, recouverte d'ardoise, est inspirée de l'architecture de l'Europe du Nord. Le décor intérieur sobre et l'ensemble du mobilier sont d'origine. Les bandeaux de peinture sont du peintre Émile Menu. Sur le terrain attenant a été construit deux ans plus tard une maison servant aux œuvres et comme foyer du jeune homme.
Le soubassement de l'église est en pierre meulière. La charpente centrée repose sur le temple en forme de croix latine. Les angles laissés vides sont occupés par des bureaux et des logements. La flèche carrée et élancée est surmontée d'une croix métallique. L'intérieur est décoré de peintures, de motifs stuqués et de vitraux. Les ornements en bandeau ont été peints au pochoir et représentent des guirlandes de fleurs et de feuillages.
Ce bâtiment est inscrit à l'inventaire des monuments historiques depuis le 9 juin 1993,.

### no92

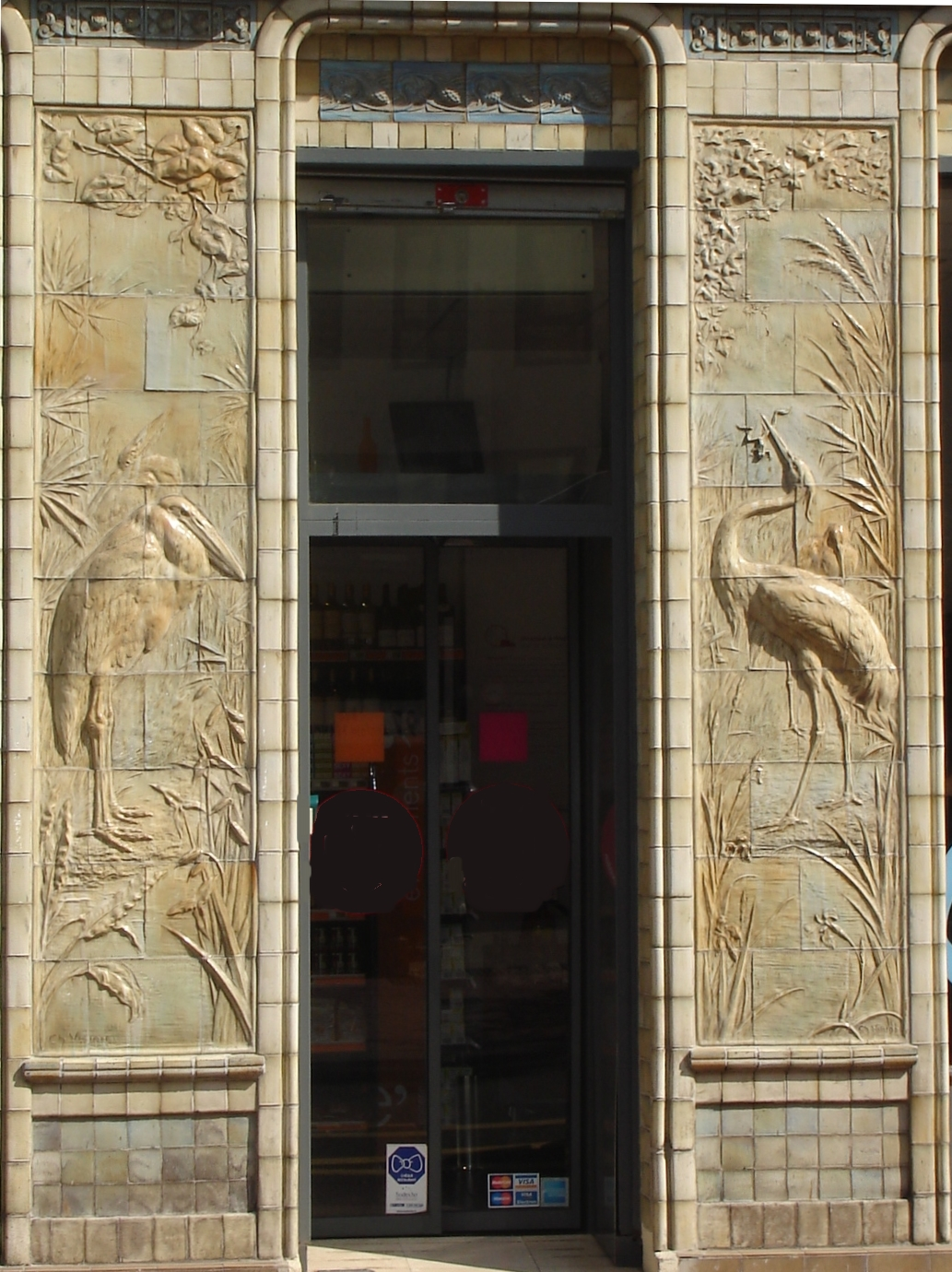
Bas-reliefs en céramique de chaque côté de la porte.

Immeuble dit Manufacture de Pianos J. Larry
Cet immeuble dont l'ancien numéro est le 82, a été construit au début du XXe siècle pour servir de magasin à la Manufacture de pianos J. Lary, dont les ateliers de fabrication étaient situés dans un bâtiment à l'arrière, donnant sur une cour, et qui a été détruit. Le rez-de-chaussée est actuellement occupé par un magasin de distribution du groupe Monoprix. L'immeuble est inscrit à l'inventaire général du patrimoine culturel.
Le nom de l'architecte et sculpteur est M. Virion, mais le bâtiment est surtout remarquable par ses décors en céramique et ses sculptures. De chaque côté de la porte d'entrée du magasin, deux grands panneaux de céramique en grès, représentant à droite un héron mangeant une grenouille et à gauche un marabout.
Les dessous des balcons du premier étage sont décorés de bas-reliefs d'oiseaux en vol (canards et oies). Les linteaux des portes sont décorés de bas-reliefs en céramique représentant des écureuils et autres petits mammifères jouant sur des branches de pin.

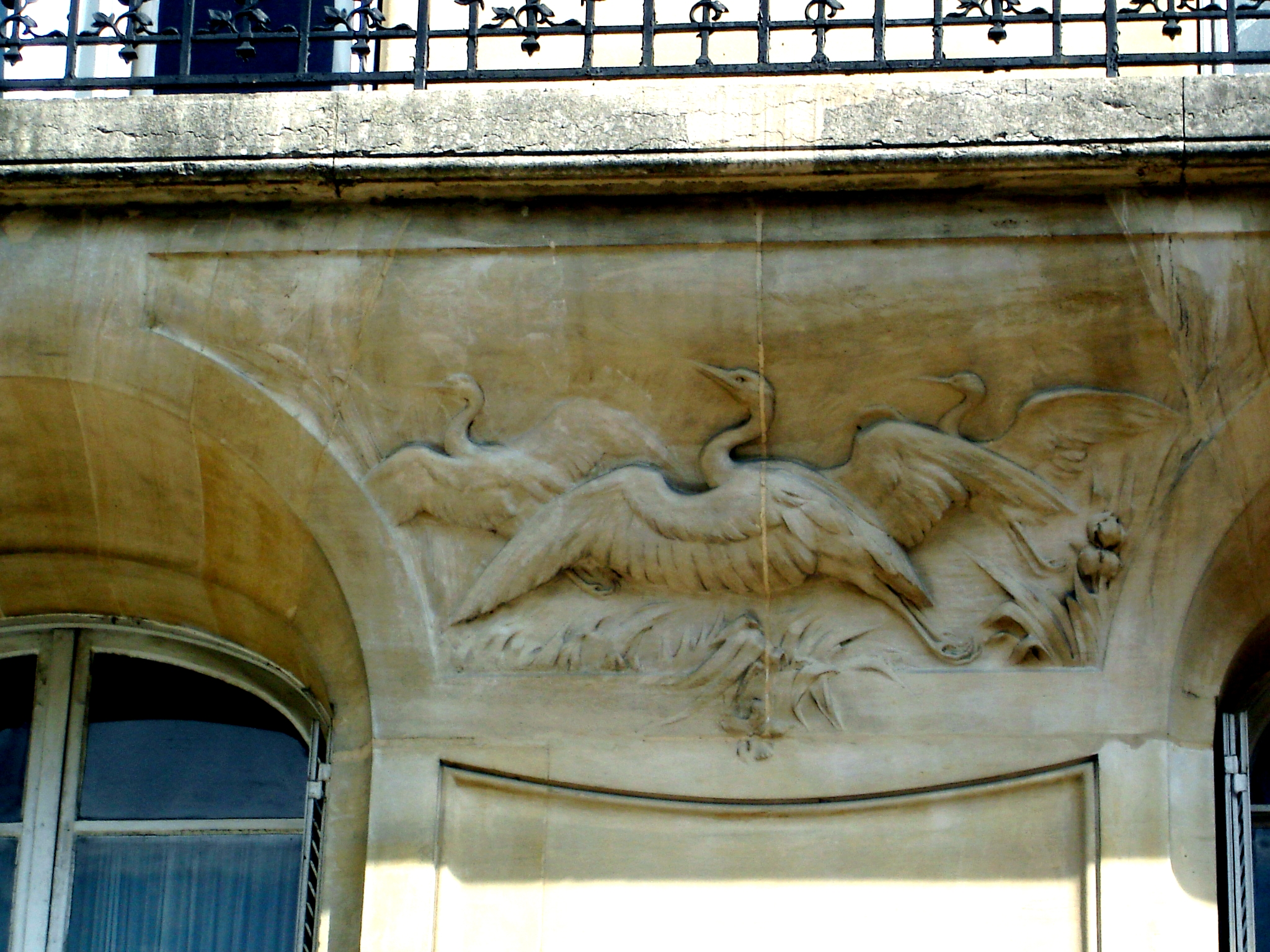
Bas-relief.
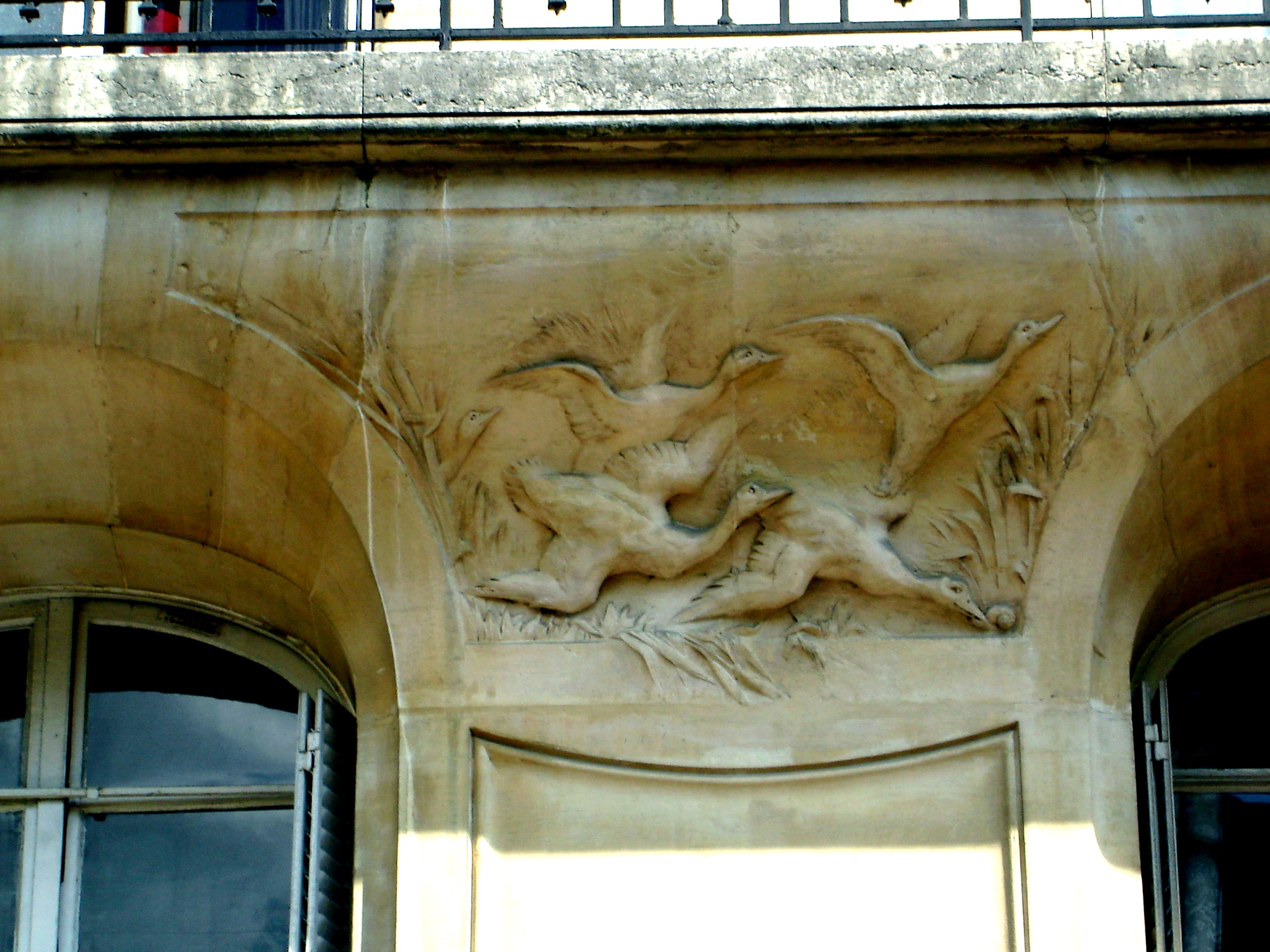
Bas-relief.
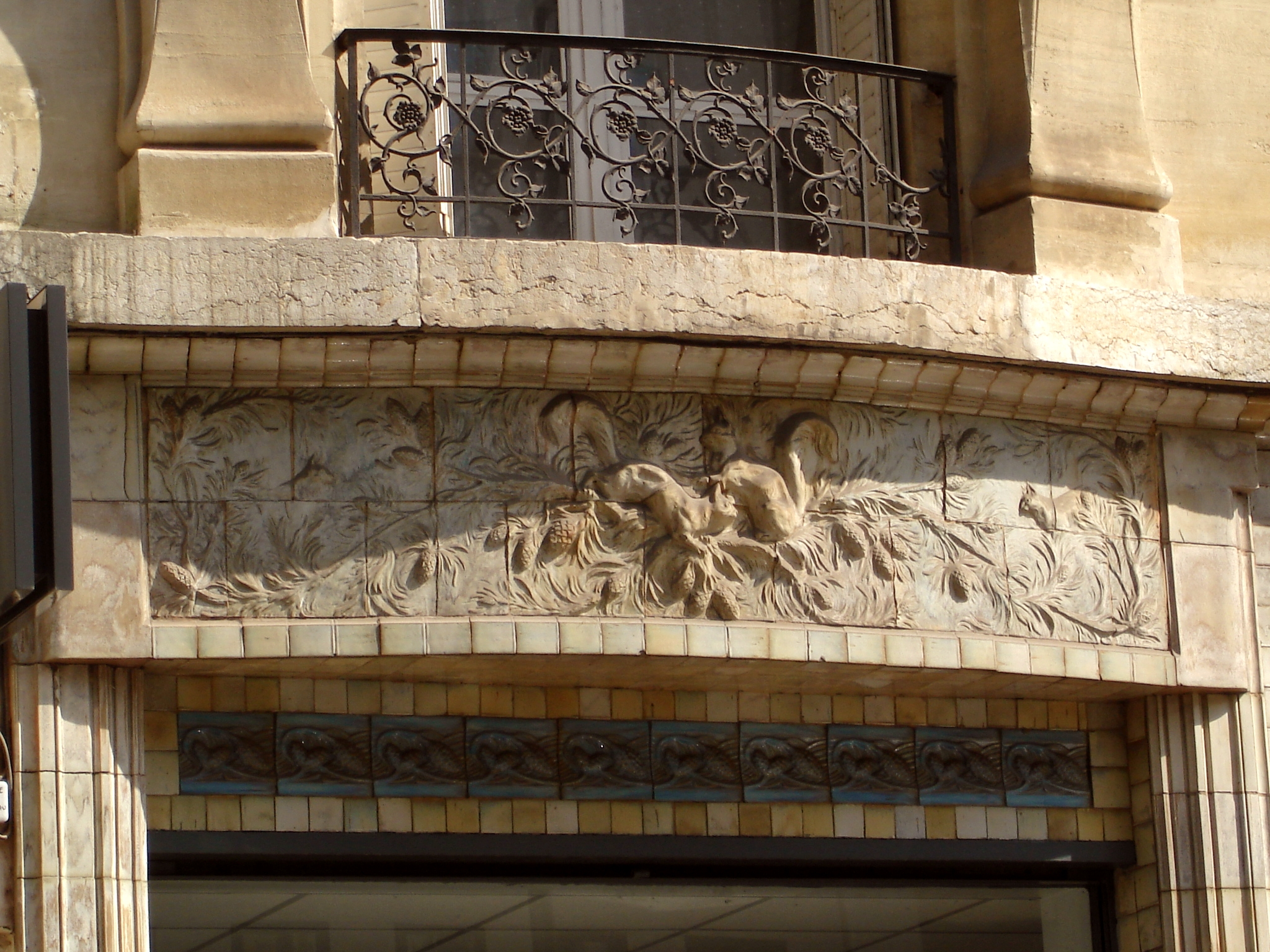
Bas-relief en céramique.

Ce bâtiment est inscrit à l'inventaire général du patrimoine culturel de la France depuis le 6 octobre 1995.

### no108
Gendarmerie
Ce bâtiment fut inscrit à l'inventaire général du patrimoine culturel de la France depuis le 6 octobre 1995.
Mais désormais le lieu n'est plus une gendarmerie

### no112
Biscuiterie

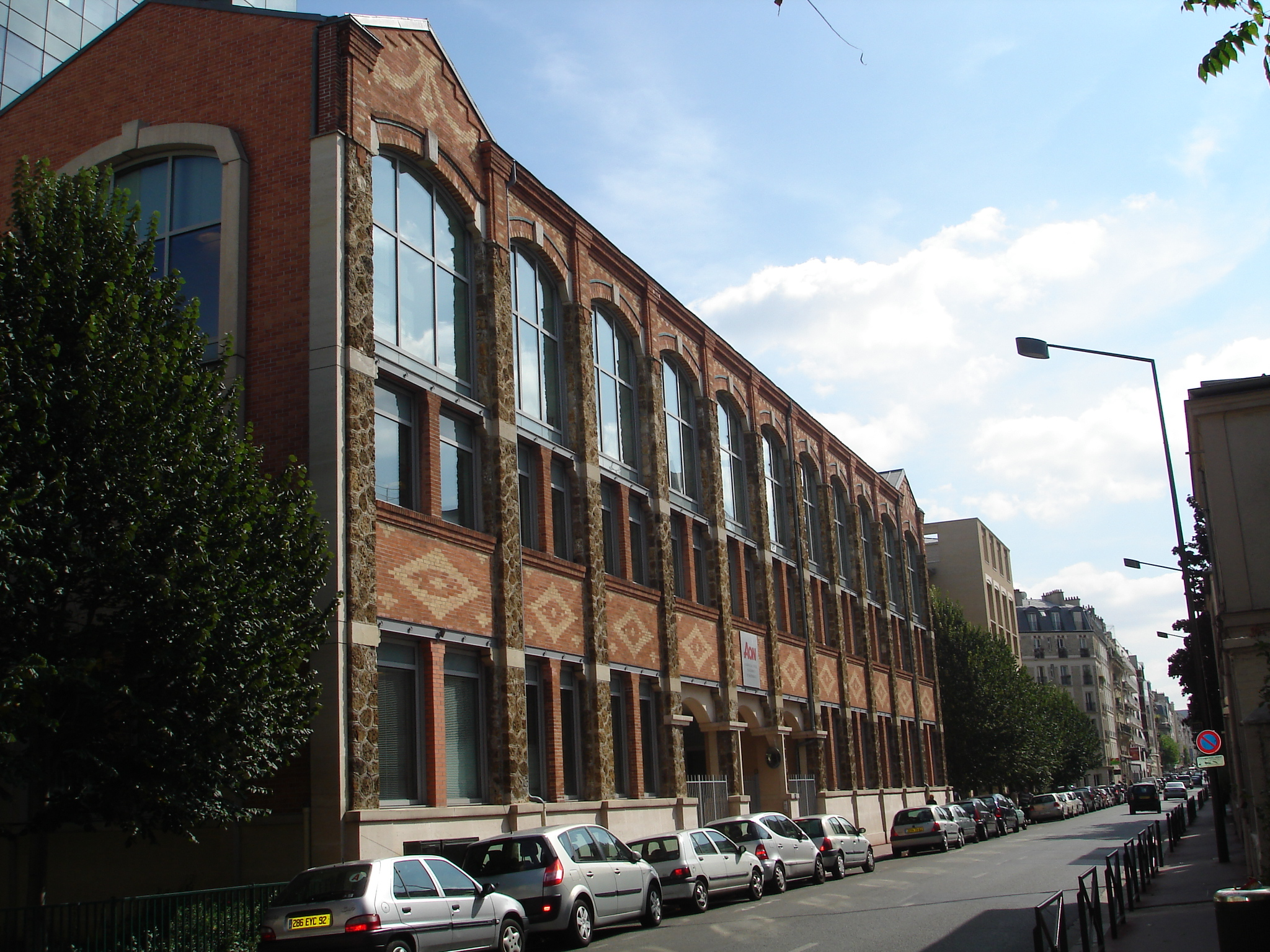
La biscuiterie Millez.

En 1894, la Société parisienne des biscuits Millez fait construire son usine de fabrication de biscuits au 110 rue Anatole-France. Le bâtiment initialement d'un étage est surélevé de deux autres étages en 1900. Construit en pierre meulière, il est orné d'un décor en losange formé de briques de couleur rouge et jaune entre le rez-de-chaussée et le premier étage. Au second étage, les larges baies voûtées avec une clé laisse entrevoir la structure de l'ensemble en béton avec armatures métalliques.
Le bâtiment a été ultérieurement utilisé comme bureaux et logements pour une gendarmerie, avant d'être récemment entièrement rénové en bureaux industriels. L'immeuble est inscrit à l'inventaire général du patrimoine culturel.
Ce bâtiment est inscrit à l'inventaire général du patrimoine culturel de la France depuis le 24 août 1999.

### no136 à 140
Usine de construction automobile dite usine de construction automobile Clément-Bayard, puis André-Citroën.
La production a été arrêtée en 1988 puis le bâtiment démoli durant les années suivantes. Il est inscrit à l'inventaire général du patrimoine culturel de la France depuis le 24 août 1999.

### Pont ditPont de Levallois
Ce pont est inscrit à l'inventaire général du patrimoine culturel de la France depuis le 6 octobre 1995.

### Banque de France (bâtiment détruit en mai 2009)

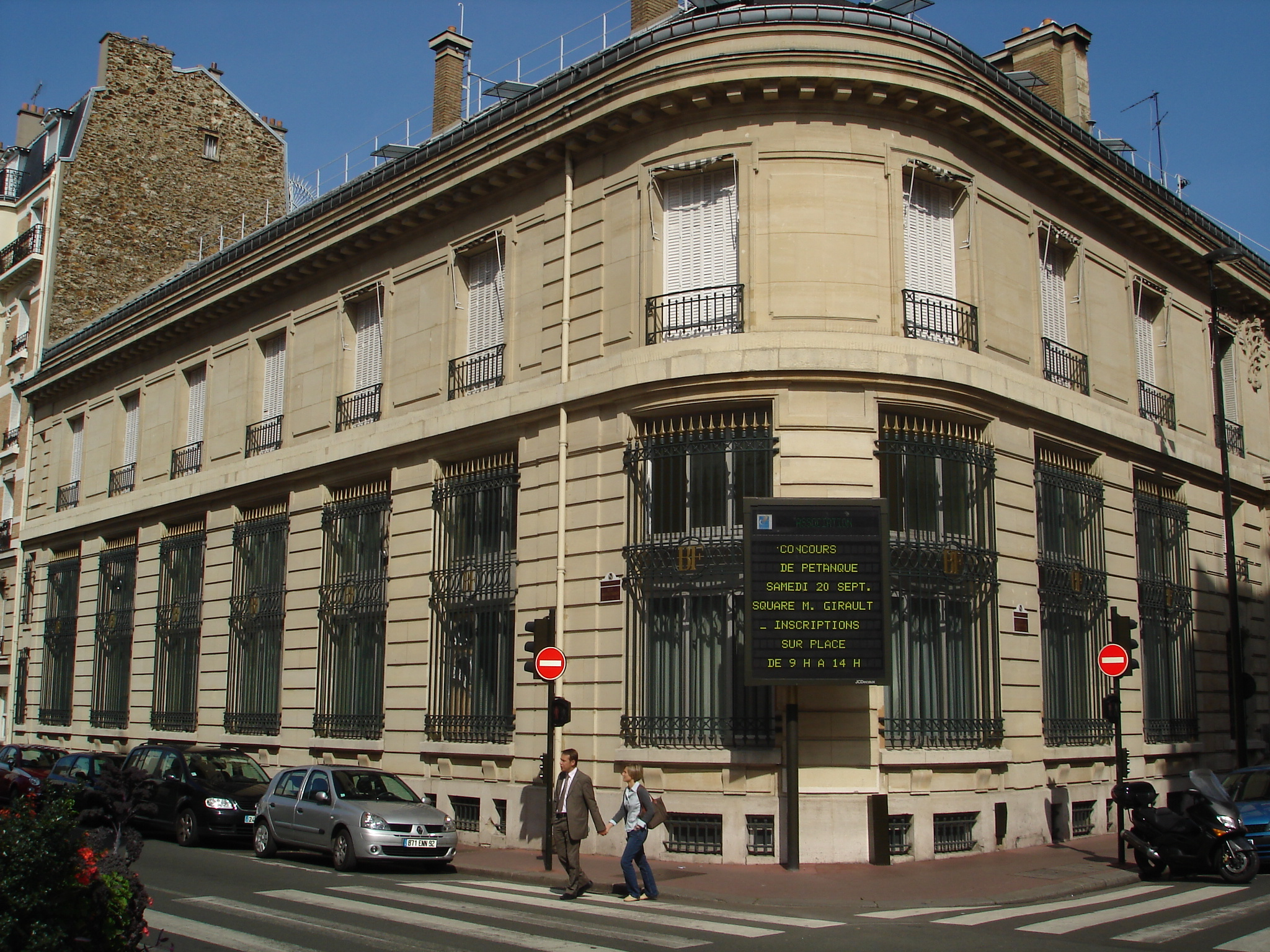
Bâtiment de la Banque de France.

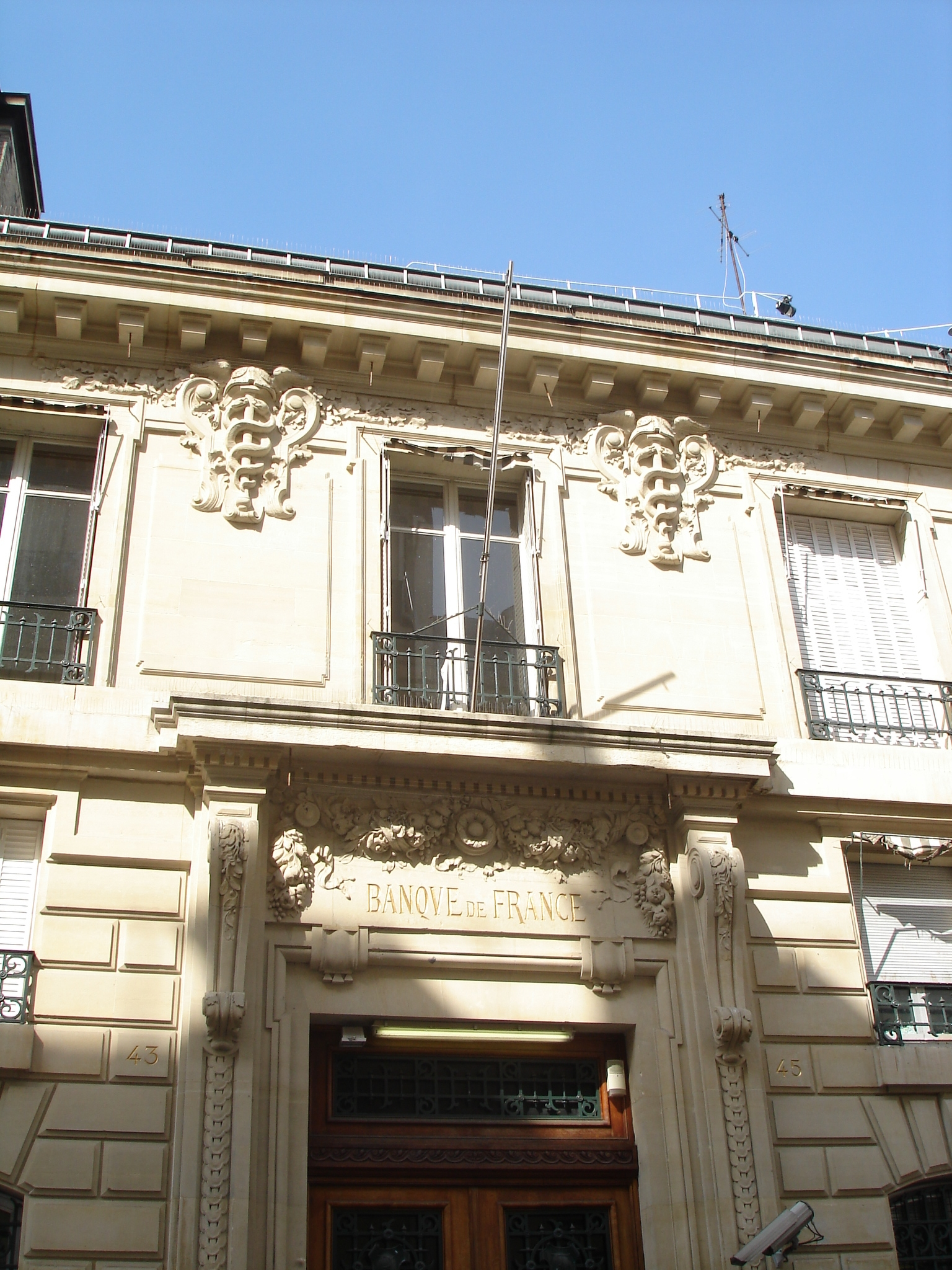
Porte d'entrée rue Louise-Michel.

Située à l'intersection entre la rue Anatole-France et la rue Louise-Michel, cet ancien bâtiment de la Banque de France, a été détruit en mai 2009 afin d'y bâtir un hôtel de haut standing et ce, en dépit des protestations de nombreux riverains et de l'aspect patrimonial du bâtiment.
Son entrée principale était située au no 43 de la rue Louise-Michel
Le bâtiment était inscrit à l'inventaire général du patrimoine culturel. Construit en 1899, d'après les plans de l'architecte Alphonse Defrasse (1860-1939), membre de l'Académie des beaux-arts, l'immeuble de un étage est en pierre de taille avec un toit à longs pans recouvert d'ardoise et pignon couvert. Le nom Banque de France gravé au-dessus de la porte, rue Louise-Michel, est entouré d'une guirlande de fleurs. La fenêtre située au-dessus de la porte est encadrée de deux bas reliefs représentant un caducée et le casque de Mercure.

### Peintures en trompe-l'œil
Deux peintures en trompe-l'œil ont été peintes sur des murs borgnes donnant sur la rue Anatole-France. La première est située au niveau de la station de métro Louise-Michel (intersection avec la rue Louise-Michel) et représente la façade d'un immeuble populaire.Création de J Ever
La seconde, entre l'intersection avec la rue Baudin et celle avec la rue Paul-Vaillant-Couturier, représente un immeuble bourgeois en brique avec balcons à balustrade en pierres, situé au-dessus d'un porche géant ouvrant sur un parc.

### Monuments commémoratifs des maréchaux Leclerc et Juin
La place créée à l'intersection entre la rue Voltaire et la rue Anatole-France a été nommée place du Général-Leclerc. Un monument à la mémoire du maréchal Leclerc composé d'une pierre avec le portrait du maréchal a été érigé à sa mémoire. À côté de cette pierre, les armes de la 2e Division Blindée.

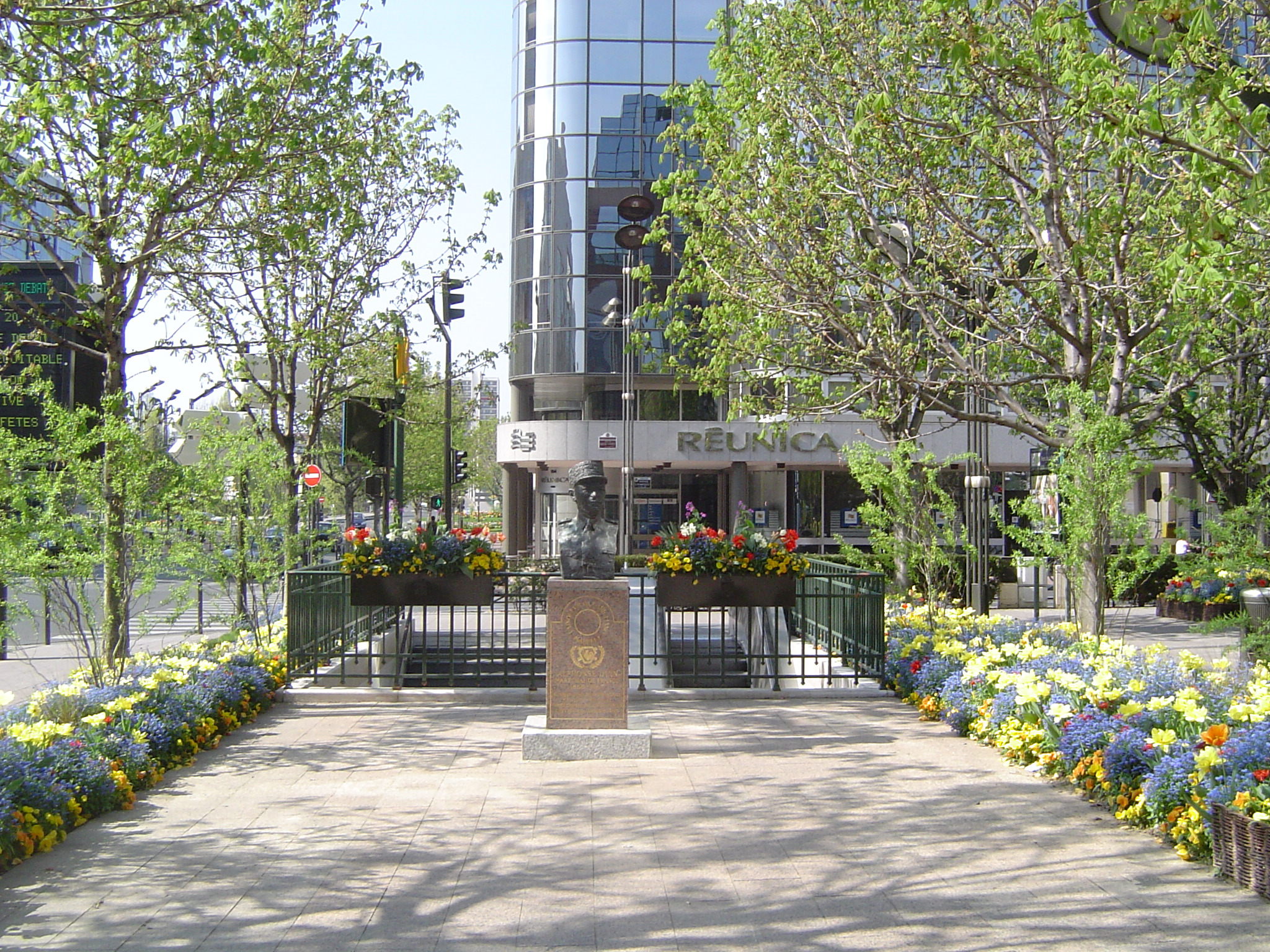
Buste du maréchal Juin, place du Maréchal-Juin.

La place créée à l'intersection entre l'avenue Georges-Pompidou, la rue Thierry-Le-Luron et la rue Anatole-France a été nommée place du Maréchal-Juin. Un buste en bronze, à la mémoire du maréchal Juin rappelle la victoire du Garigliano (mai 1944) par les troupes de Juin, pendant la bataille du mont Cassin en Italie.